# Lycium macrodon
Lycium macrodon là loài thực vật có hoa trong họ Cà. Loài này được A. Gray mô tả khoa học đầu tiên năm 1862.